# 魔物獵人攜帶版3rd
《魔物獵人攜帶版3rd》（日语：モンスターハンターポータブル3rd）是於2010年12月1日於日本發佈的一個魔物獵人系列遊戲，其平台為PlayStation Portable。之後移植到PlayStation 3。本作引入了很多新元素。

## 概述

魔物獵人攜帶版3rd 狩獵任務截圖

《魔物獵人攜帶版3rd》相對前作引入了新的狩獵區域、隨從貓、怪物等，並修訂了其戰鬥系統。儘管本作名為「攜帶版3rd」，但它並非《魔物獵人攜帶版2nd G》或《魔物獵人3》的更新版，而是一個完全獨立的遊戲，且與前作有著很大的差別。可是，《魔物獵人攜帶版3rd》仍然是魔物獵人攜帶版系列中的第三個遊戲。
《魔物獵人攜帶版3rd 高解析度版》是《魔物獵人攜帶版3rd》的PlayStation 3高解析度重製版，並且是索尼首個把PlayStation Portable版重製成PlayStation 3版的遊戲。本作於2011年8月25日在日本發佈，比《魔物獵人攜帶版3rd》的解析度高，且支援3D效果及能與《魔物獵人攜帶版3rd》共享遊戲存檔。

## 新加元素
《魔物獵人攜帶版3rd》的遊戲背景設在「結雲村」（ユクモ村）裡，這條村落的建築和居民都有著日本封建時代的風格。遊戲新增了許多農場裡的隨從貓訓練，如讓隨從貓圍著農場奔跑的馬拉松訓練。玩家在進行任務時可以同時攜帶兩隻隨從貓，比《魔物獵人攜帶版2nd G》能夠攜帶多一隻。當玩家攜同隨從貓一起戰鬥時，怪物會選擇攻擊玩家或隨從貓，使狩獵更易成功。另外，《魔物獵人攜帶版3rd》能讓玩家自定義隨從貓的武器的頭盔和裝甲，並調整其物理外觀和性能。本作除了沿用《魔物獵人3》的地圖外，還新增了地圖「渓流」，但取消了水中狩獵。《魔物獵人攜帶版3rd》的公會新增了一個「溫泉」場地，其功效與前作的猫厨房相近，而升級溫泉的方法就是完成「溫泉任務」。

## 武器
《魔物獵人攜帶版3rd》包含了前作《魔物獵人3》的所有武器種類（大槌、長槍、單手劍、大劍、太刀、斬擊斧、輕弩和重砲），並重新加回了過去的《魔物獵人攜帶版2nd G》有的四種武器：狩獵笛、雙劍、銃槍、以及弓箭。創造和強化裝備系統亦有所改動。遊戲製作人辻本良三聲稱《魔物獵人攜帶版3rd》裝備系統會保留《魔物獵人攜帶版2nd G》及《魔物獵人3》的優點，並會增加新的元素。

## 銷售
於2010年12月5日，《魔物獵人攜帶版3rd》取代了《GT賽車5》，成為Media Create日本遊戲銷量榜榜首。在發佈後兩周，《魔物獵人攜帶版3rd》於日本已售出了258萬份遊戲。卡普空指出，《魔物獵人攜帶版3rd》是「日本歷來銷售速度最快的PSP遊戲」和「卡普空史上銷售速度最快的遊戲」。到了2011年6月，本作在日本已售出了470萬份遊戲。

## 外部連結
- （日語）魔物獵人攜帶版3rd官方網站 （页面存档备份，存于）
- 怪物獵人維基